# Вја Миралбело Бивио (Пезаро и Урбино)
Вја Миралбело Бивио је насеље у Италији у округу Пезаро и Урбино, региону Марке.
Према процени из 2011. у насељу је живело 11 становника. Насеље се налази на надморској висини од 147 м.